# Kepler-22b
Kepler-22b (також відома за позначенням об’єкта інтересу місії Kepler як KOI-087.01) — екзопланета, яка обертається в межах зони, придатної для життя, навколо сонцеподібної зорі Kepler-22. Вона розташована приблизно за 640 світлових років (200 парсеків) від Землі в сузір’ї Лебедя. Планета була виявлена в грудні 2011 року за допомогою космічного телескопа «Кеплер» НАСА, і вона стала першою відомою транзитною планетою, що перебуває в зоні, де на її поверхні може існувати рідка вода. Зоря Кеплер-22 занадто тьмяна, щоб її можна було побачити неозброєним оком.
Радіус Kepler-22b приблизно вдвічі більший за земний. Її маса та склад поверхні залишаються невідомими. Вважається, що планета навряд чи має землеподібний склад; ймовірніше, Kepler-22b або планета-океан, або має багатий на леткі речовини склад з рідкою або газовою зовнішньою оболонкою. Єдині доступні на сьогодні орбітальні параметри планети — це орбітальний період (приблизно 290 днів) і нахил орбіти (близько 90°). Дані свідчать про те, що на планеті, ймовірно, помірна температура поверхні (за умови відсутності екстремального парникового ефекту). Без атмосфери, за умови землеподібного альбедо, рівноважна температура Kepler-22b становила б приблизно 279 К (6 °C), що трохи вище, ніж у Землі — 255 К (−18 °C).
Перше проходження планети було зафіксовано 12 травня 2009 року. Підтвердження існування Kepler-22b було оголошено 5 грудня 2011 року.

## Фізичні характеристики

### Маса, радіус і температура
Радіус Kepler-22b спочатку оцінювали як у 2,4 раза більший за земний, однак станом на 2023 рік його уточнено до 2,1 R🜨. Маса й поверхневий склад планети залишаються невідомими, хоча існують орієнтовні оцінки: на момент оголошення про відкриття було встановлено, що маса становить менше ніж 124 маси Землі за довірчого рівня 3-сигма, і менше ніж 36 мас Землі за рівня 1-сигма. Прийнята модель у Kipping та ін. (2013) не дає надійного визначення маси (верхня межа — 52,8 ME). Станом на 2023 рік цю межу було звужено до не більше ніж 9,1 ME.

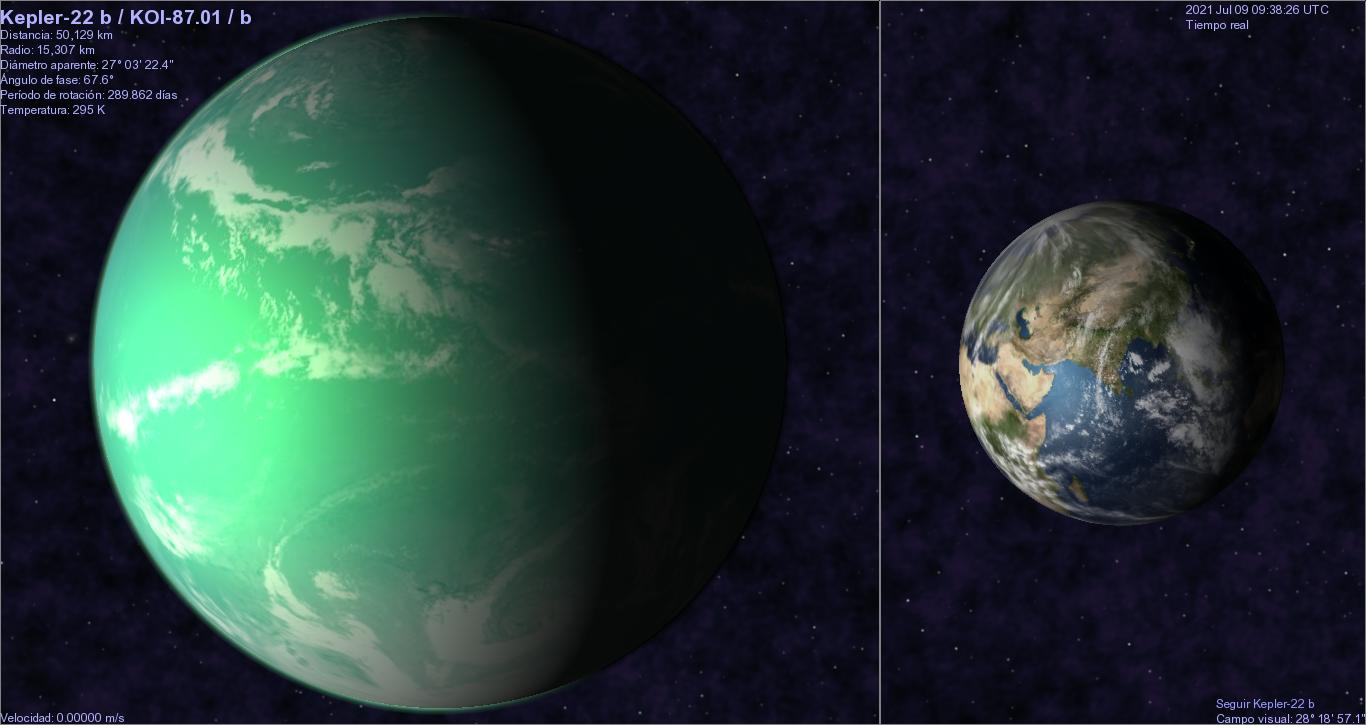
Порівняння розмірів Kepler-22b (художня симуляція) із Землею, створене в Celestia.

Kepler-22b, який науковці прозвали «водним світом», імовірно є планетою, повністю вкритою океаном. Його також порівнюють із багатою на воду планетою GJ 1214 b, хоча Kepler-22b, на відміну від GJ 1214 b, перебуває у зоні, придатній для життя. Землеподібний склад виключається щонайменше з довірчим рівнем у 1 сигму за результатами вимірювань радіальних швидкостей у цій системі; отже, планета, найімовірніше, має багатий на леткі речовини склад із рідкою або газоподібною зовнішньою оболонкою. Це робить її подібною до Kepler-11f — однієї з найменших відомих газових планет. Наталі Баталья, одна з науковиць проєкту космічного телескопа «Кеплер», припустила: «Якщо це переважно океан із невеликим кам'янистим ядром, то цілком можливо, що в такому океані може існувати життя». Ця можливість спонукала SETI до дослідження найперспективніших кандидатів на наявність позаземного життя.
За відсутності атмосфери рівноважна температура цієї планети (за умови землеподібного альбедо) становила б приблизно 279 K (6 °C), що вище, ніж у Землі — 255 K (−18 °C).

### Материнська зоря
Материнська зоря системи, Kepler-22, належить до спектрального класу G і має масу на 3 % меншу, ніж Сонце, а об’єм — на 2 % менший. Температура її поверхні становить 5 518 К (5 245 °C; 9 473 °F), тоді як у Сонця вона дорівнює 5 778 К (5 505 °C; 9 941 °F). Вік зорі — приблизно 4 мільярди років; для порівняння, Сонцю близько 4,6 мільярда років. Видима зоряна величина Kepler-22 становить 11,5, тож вона занадто тьмяна, щоб її можна було побачити неозброєним оком.

### Орбіта
Єдиними відомими на сьогодні параметрами орбіти Kepler-22b є орбітальний період — приблизно 290 діб — і нахил орбіти, що становить близько 90°. Із Землі видно, як планета здійснює транзит по диску своєї материнської зорі. Щоб отримати більше інформації про деталі орбіти, необхідно застосувати інші методи виявлення екзопланет, зокрема метод променевих швидкостей. Від часу відкриття Kepler-22b такі спостереження здійснювалися, проте (станом на 2023 рік) вони не дали точного значення ексцентриситету — астрономи змогли лише встановити його верхню межу.

## Можливість життя

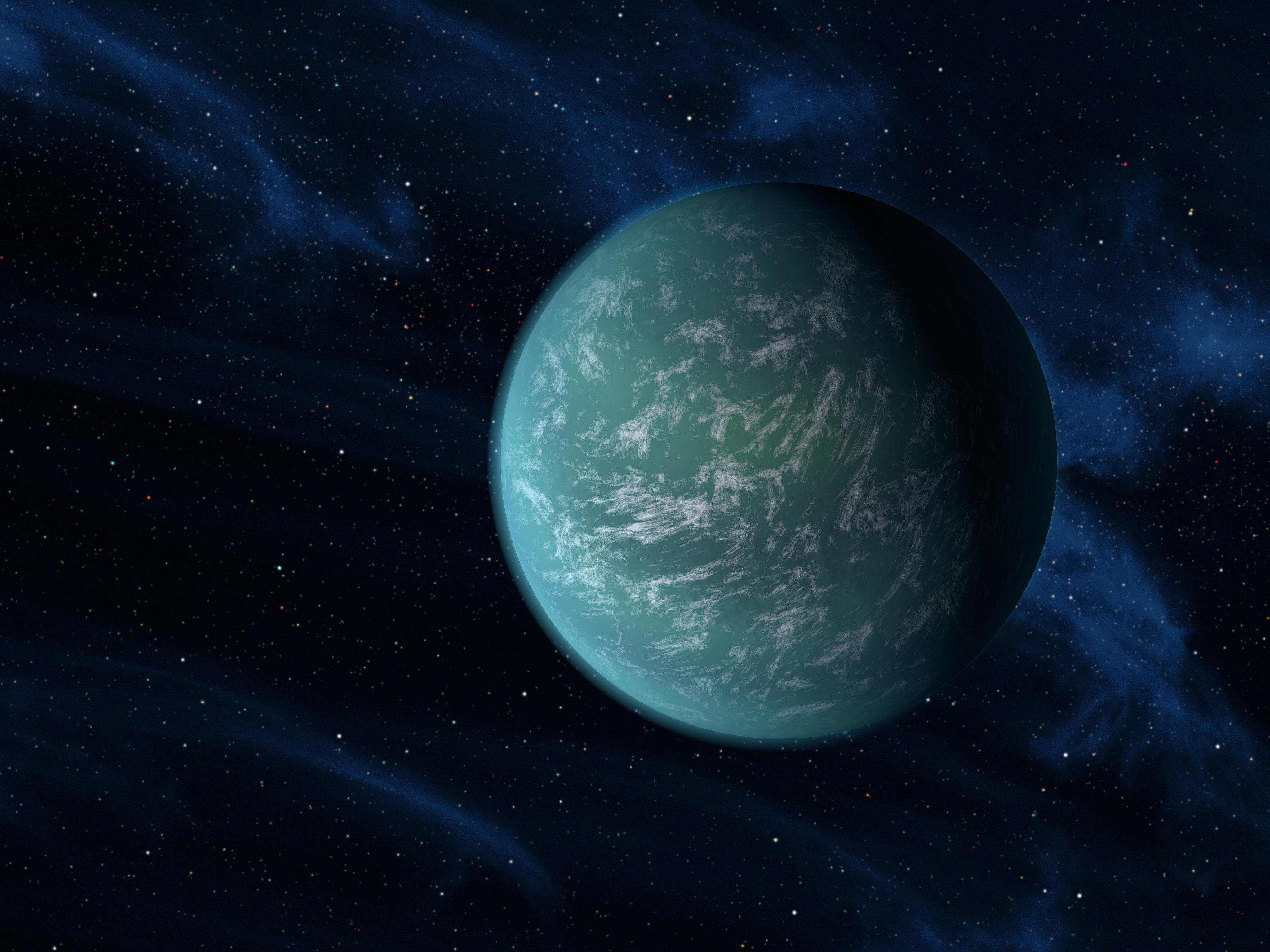
Художня ілюстрація океанічної екзопланети в зоні, придатній для життя, біля її материнської зорі — ймовірно сумісна з наявними даними про Kepler-22b.

Середня відстань від Kepler-22b до її материнської зорі Kepler-22 приблизно на 15 % менша, ніж відстань від Землі до Сонця, а світність Kepler-22 — приблизно на 25 % менша, ніж у Сонця. Таке поєднання меншої середньої відстані до зорі й нижчої зоряної світності відповідає помірній температурі поверхні на цій відстані — за умови, що поверхня не зазнає сильного парникового нагрівання. Якщо Kepler-22b рухається дуже ексцентричною орбітою, коливання її температури поверхні буде дуже значним.

### Клімат
Науковці можуть оцінити можливі умови на поверхні Kepler-22b таким чином:
- У разі відсутности атмосфери її рівноважна температура (за умови альбедо, подібного до земного) становила б приблизно 279 К (6 °C), тоді як у Землі — 255 К (−18 °C)[5].
- Якщо атмосфера створює парниковий ефект, подібний за потужністю до земного, середня температура поверхні становитиме близько 295 К (22 °C)[18].
- Якщо ж парниковий ефект нагадує за потужністю той, що на Венері, то середня температура поверхні досягатиме 733 К (460 °C).

### Обмеження щодо супутників
У межах проєкту «Полювання на екзомісяці з допомогою Кеплера» (HEK) було проаналізовано фотометричні дані Kepler-22b, щоби виявити можливі варіації часу і тривалости транзиту, які могли б свідчити про наявність супутника. Таких варіацій не виявлено, що дозволяє виключити існування супутників Kepler-22b із масою понад 0,54 маси Землі.

## Відкриття і спостереження
Перше проходження планети перед диском її материнської зорі зафіксували на третій день наукової роботи «Кеплера» — 12 травня 2009 року. Третє проходження виявили 15 грудня 2010 року. Додаткові дані для підтвердження надали космічний телескоп «Спітцер» і наземні спостереження. Про відкриття Kepler-22b оголосили 5 грудня 2011 року.

### Дати попередніх проходжень
| Дата проходження | Примітки                                                                                    |
| ---------------- | ------------------------------------------------------------------------------------------- |
| 15 травня 2009   | Перше зафіксоване проходження телескопом «Кеплер»                                           |
| 1 березня 2010   | Спостереження «Спітцера»                                                                    |
| 15 грудня 2010   | Третє зафіксоване проходження телескопом «Кеплер»                                           |
| 1 жовтня 2011    | 7,4-годинне проходження, зафіксоване телескопом «Спітцер», що підтвердило існування планети |